# Apogonia brevis
Apogonia brevis är en skalbaggsart som beskrevs av Sharp 1881. Apogonia brevis ingår i släktet Apogonia och familjen Melolonthidae. Inga underarter finns listade i Catalogue of Life.